# Volo Aeroflot 902
Il volo Aeroflot 902 era un volo passeggeri operante un servizio regionale partito da Chabarovsk a Mosca, con scali intermedi a Irkutsk e Omsk, in Russia (all'epoca ancora Unione Sovietica). Il volo era operato da un Tupolev Tu-104A. Il 30 giugno 1962, con a bordo 76 passeggeri (tra cui 14 bambini) e 8 membri dell'equipaggio, il volo partì da Irkutsk nei tempi previsti, e tempestivamente segnalò la propria posizione a 50 chilometri da Krasnoyarsk. Pochi minuti dopo, una voce agitata, in seguito identificata come quella del copilota, trasmise un mayday incoerente con in sottofondo un rumore insolito. I successivi e ripetuti tentativi di contattare il volo caddero nel vuoto.
Il relitto dell'aereo venne trovato a 28 km a est dell'aeroporto di Krasnoyarsk, in un terreno pianeggiante con piccole aree boschive. Successivamente gli investigatori stabilirono che l'aereo aveva colpito il terreno capovolto ad un angolo di 40°. Non ci furono sopravvissuti.

## La causa del disastro
La causa ufficiale del disastro sarebbe stata uno stallo e la perdita di orientamento spaziale in mezzo alle nuvole. Una seconda teoria riguardava una perdita di controllo per colpa di un incendio nella cabina passeggeri. Tuttavia, il danno riscontrato sul lato sinistro della fusoliera (in particolare, un foro di ingresso con segni di danni da incendio all'interno) era coerente con il danno di un missile antiaereo, e c'era una conferma non ufficiale che era stato smarrito un missile simile durante un'esercitazione di difesa aerea nella zona.
Fonti non ufficiali indicarono che un frammento della fusoliera era stato trovato con un foro di 20 cm e danni da incendio, indicando un impatto ad alta velocità. Al momento dell'incidente, un'unità militare nella vicina Magansk aveva lanciato dei missili antiaerei come parte di un'esercitazione. Il missile responsabile avrebbe perso il bersaglio previsto in mezzo a un fronte temporalesco prima di colpire il Tu-104.